# Улица Васи Алексеева

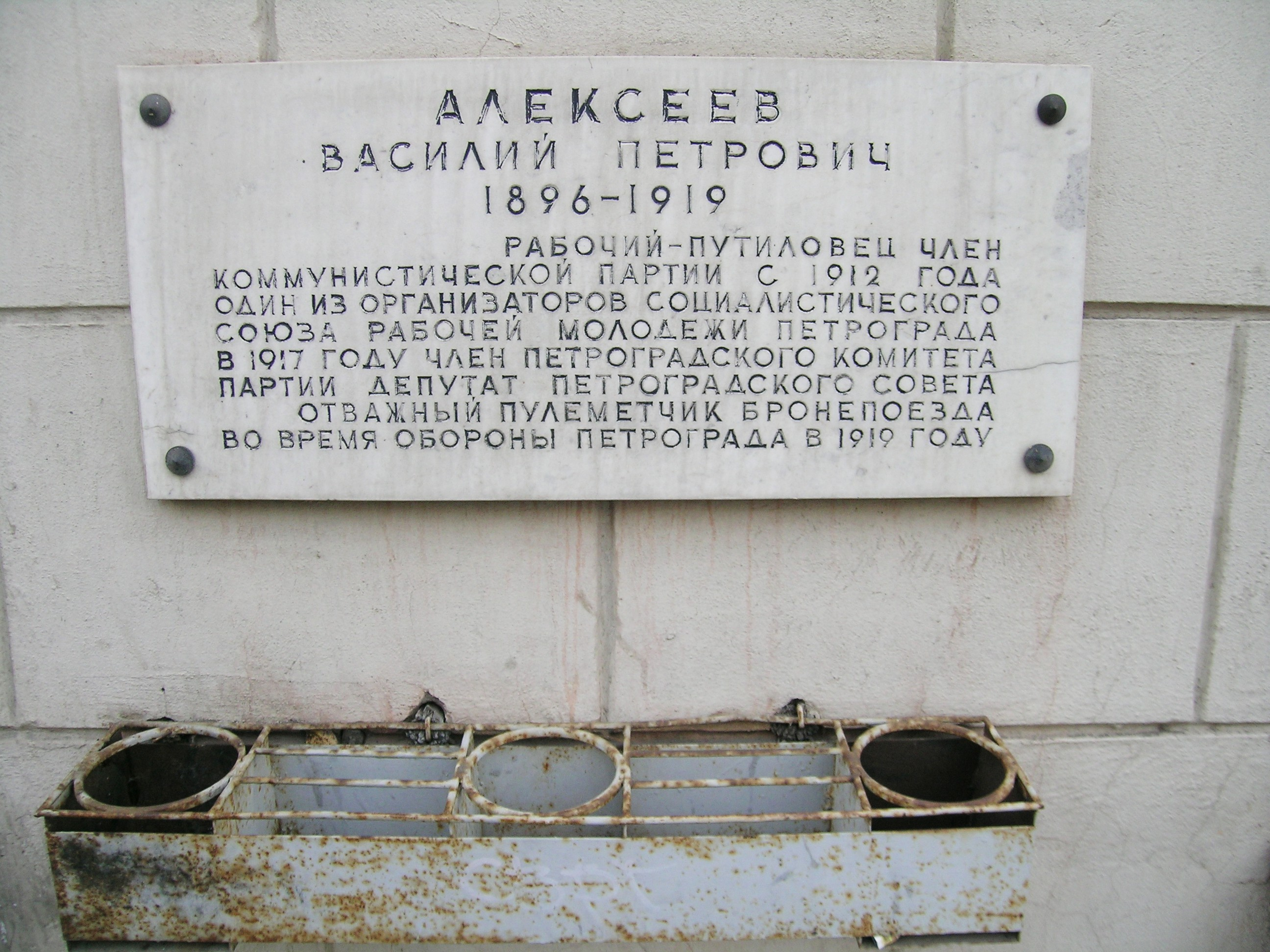
Мемориальная доска Василию Алексееву

Улица Ва́си Алексе́ева — улица в Кировском районе Санкт-Петербурга. Соединяет проспект Стачек и Автовскую улицу, проходит между улицами Возрождения и Новостроек. Протяжённость магистрали — 995 м.

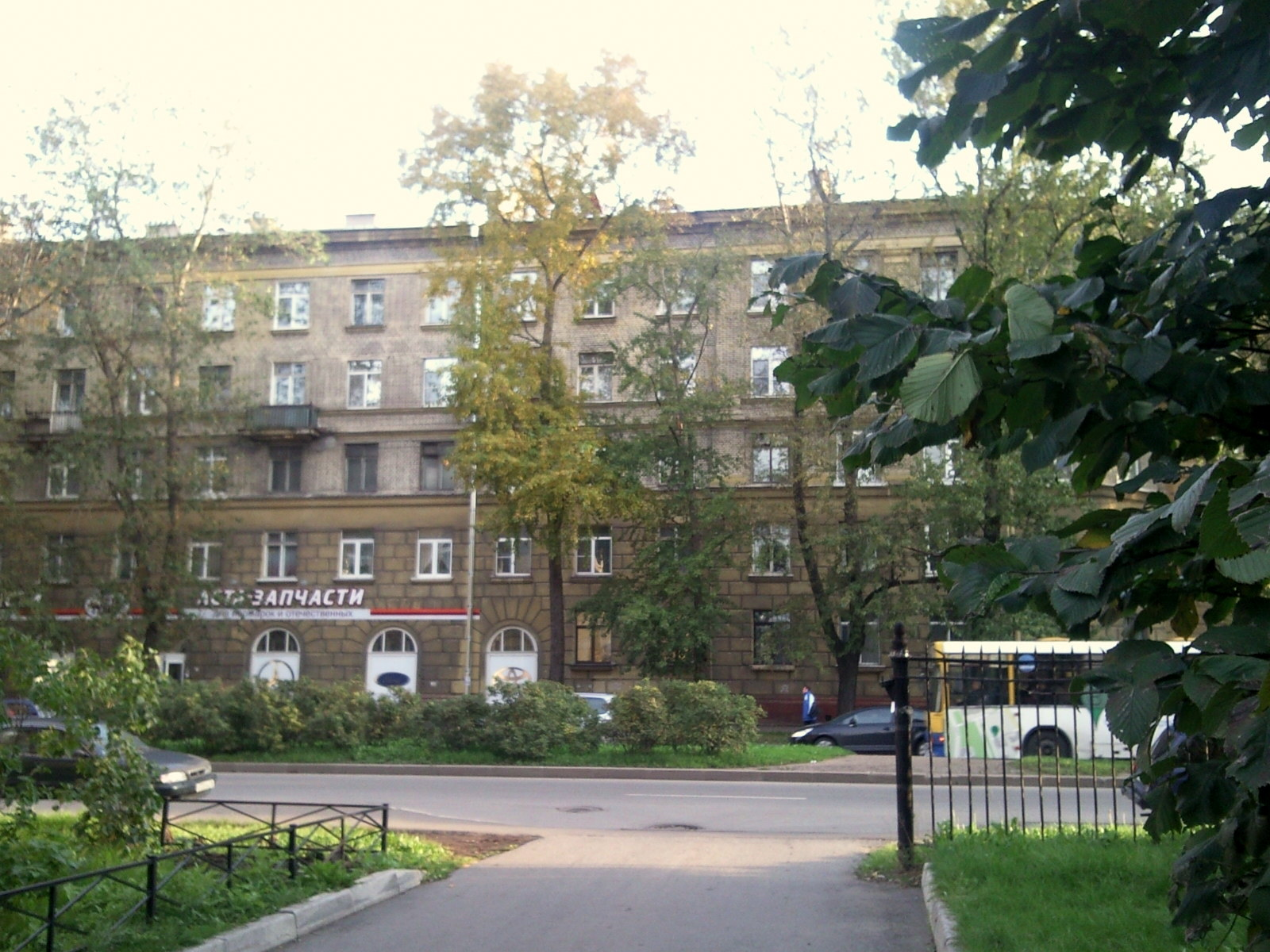
Ул. Васи Алексеева, дом 10

## История
Заложена как Чугунный переулок в 1896 году.
13 ноября 1958 года переименована в честь В. П. Алексеева, одного из основателей юношеских коммунистических организаций, редактора первого молодёжного журнала «Юный пролетарий».

## География и архитектура
Улица Васи Алексеева представляет собой примечательную смесь архитектурных стилей. Часть улицы (чётная) застроена в стиле сталинского ампира (дома 10—20), нечётная сторона застроена в стиле конструктивизма (дома 7, 9).
На углу улицы Маршала Говорова и Васи Алексеева стоит современное многоэтажное здание кирпично-монолитного типа, напротив которого возведён современный торговый комплекс «Румба».
В глубине двора, образованного домами 12, 16, 18 раскинут сквер, сама улица (на пересечении с Автовской улицей) также упирается в зелёную зону, которая небольшим проездом соединяется с Броневой улицей.

## Здания и сооружения
Нечётная сторона:

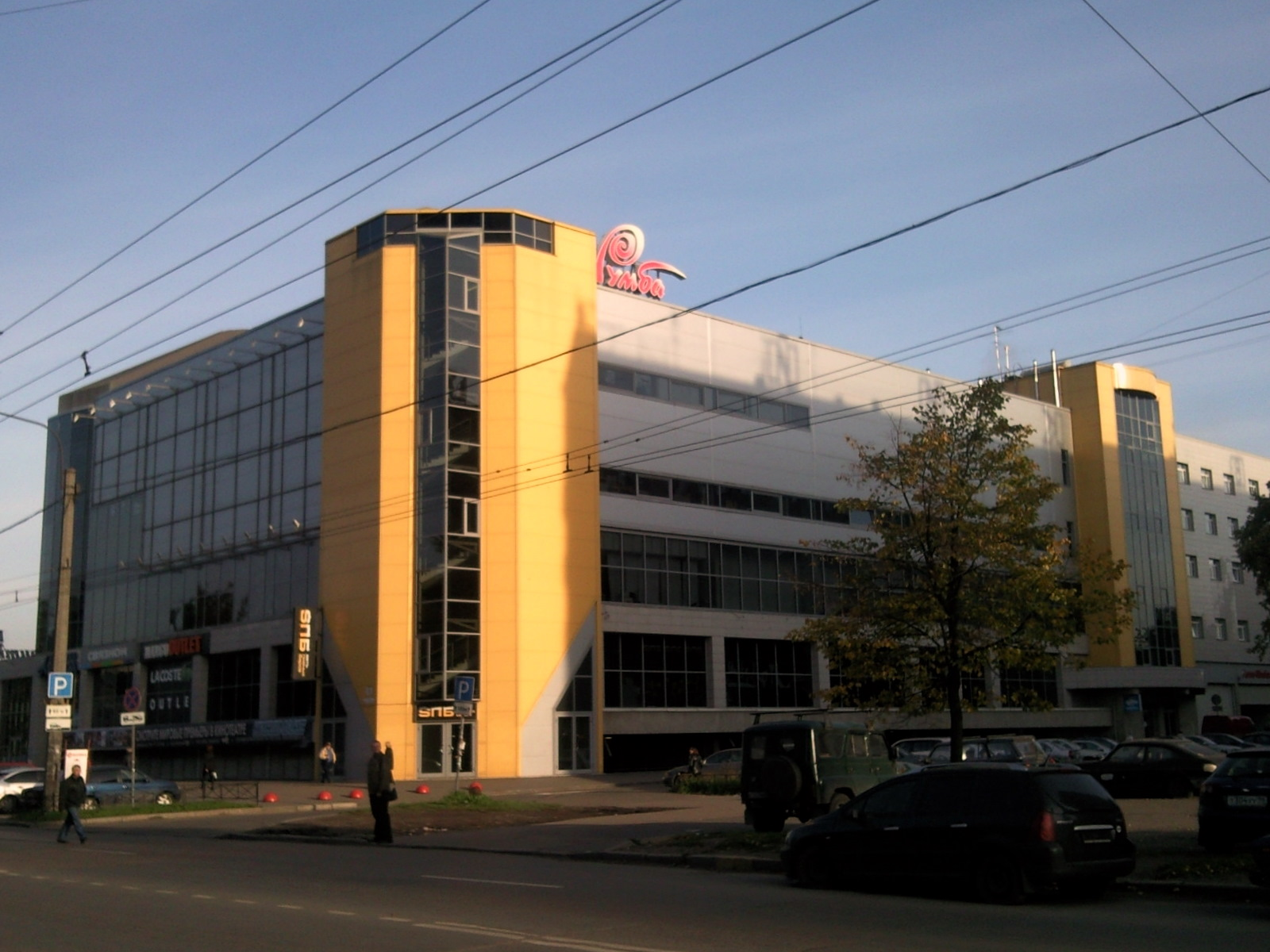
ТРК «Румба»

- Вестибюль станции метро «Кировский завод» (фактический адрес — проспект Стачек, 70)
- дом 5 — ГДОУ Детский сад № 5 Кировского района
- дом 9/1 — ОАО «Садово-Парковое Предприятие» специализированное строительное управление № 5
- дом 19 А — ГДОУ Детский сад № 51 Кировского района

Чётная сторона:
- ТК «Шайба» (фактический адрес — проспект Стачек, 66)
- дом 6 — ТРК «Румба»
- дом 20/24 — Центр занятости населения Кировского района
- дом 22 — отделение почтовой связи № 188 Кировского района

В конце улицы находится троллейбусное кольцо.

## Транспорт
На пересечении с проспектом Стачек:
- Метро: «Кировский завод»
- Социальные автобусы: № 2, 66, 72, 73, 111, 244, 546
- Троллейбусы: № 20, 41, 48

На пересечении с улицей Маршала Говорова:
- Автобусы: № 72, 73, 111, 244
- Троллейбусы: № 41, 48
- Трамвай: № 36, 41

На пересечении с Автовской улицей:
- Ж/д платформы: Нарвская (650 м), Броневая (840 м)
- Троллейбусная станция «Улица Васи Алексеева» является конечной. На ней имеются разворотное кольцо и здание троллейбусной станции[3][4].

## Пересечения
- проспект Стачек
- улица Маршала Говорова
- улица Зайцева
- Автовская улица

## Галерея

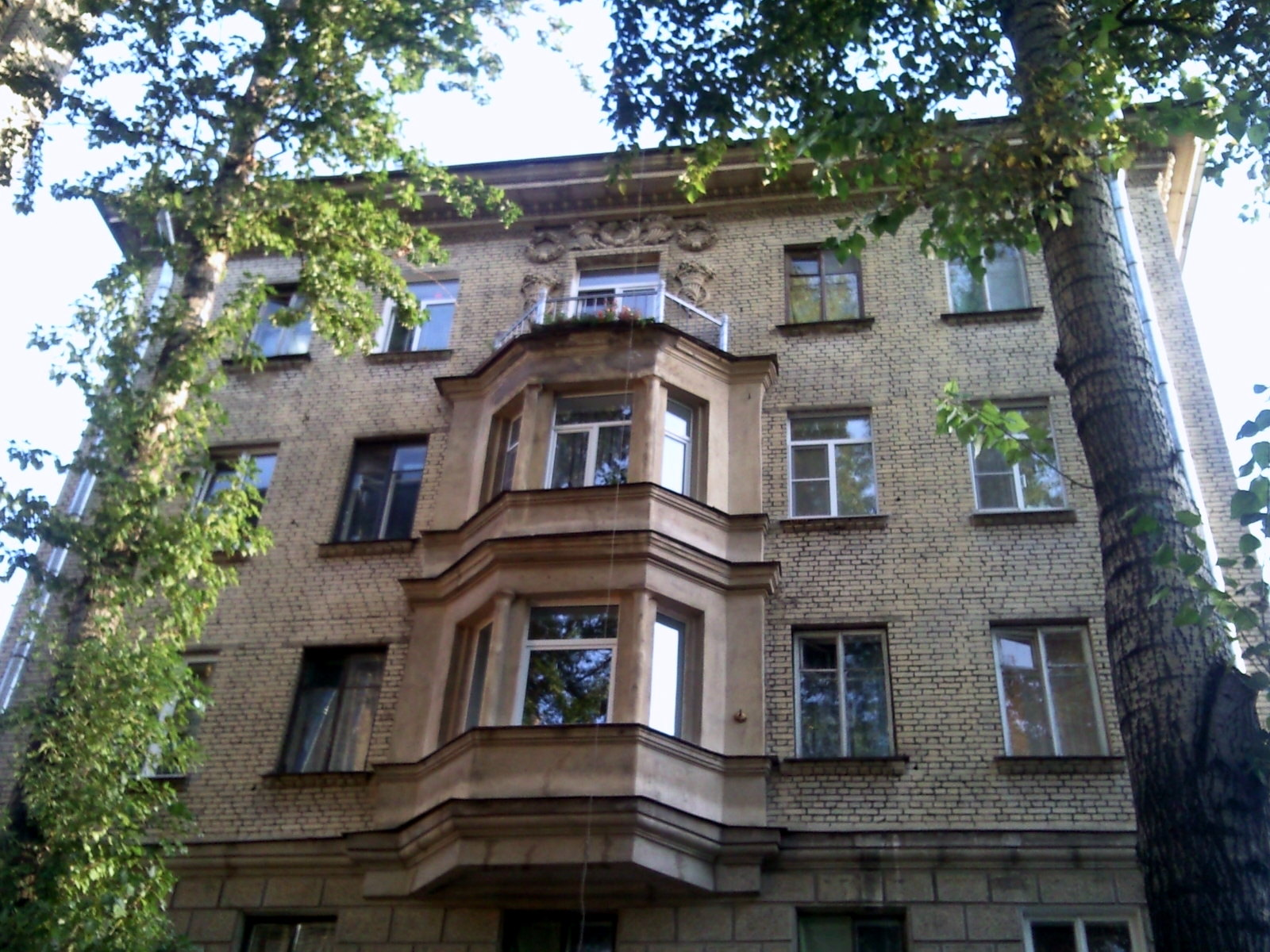
Дом 12
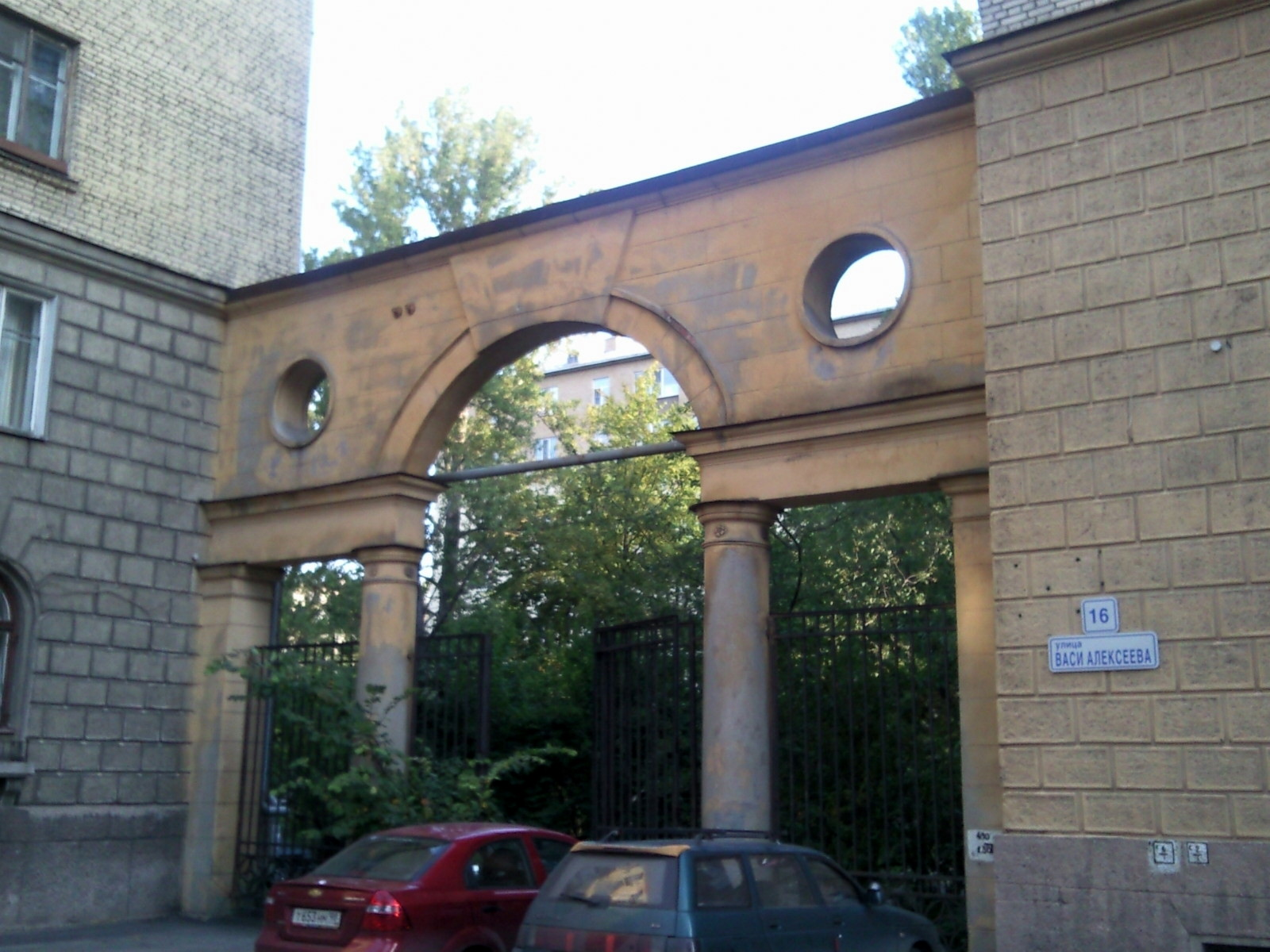
Арка между домами 12 и 16